# Goodenough Glacier
Goodenough Glacier är en glaciär i Antarktis. Den ligger i Västantarktis. Argentina, Chile och Storbritannien gör anspråk på området. Goodenough Glacier ligger 1 020 meter över havet.
Terrängen runt Goodenough Glacier är huvudsakligen platt, men västerut är den kuperad.  Trakten är obefolkad. Det finns inga samhällen i närheten.